# Bons-en-Chablais
Bons-en-Chablais é uma comuna francesa na região administrativa de Auvérnia-Ródano-Alpes, no departamento da Alta Saboia. Estende-se por uma área de 19.09 km². Em 2010 a comuna tinha 5 807 habitantes (densidade: 304,2 hab./km²).